# جوناثان بارنز
جوناثان بارنز (بالإنجليزية: Jonathan Barnes)‏ هو فيلسوف بريطاني، ولد في 26 ديسمبر 1942 في Much Wenlock ‏ في المملكة المتحدة.